# С-12
С-12 — советская дизель-электрическая торпедная подводная лодка серии IX-бис, С — «Средняя» времён Второй мировой войны. В Великой Отечественной войне повредила два судна противника (12 259 брт), погибла в августе 1943 года.

## История корабля
Заложена 20 октября 1937 года на заводе № 112 в Горьком под стапельным номером 246. Спущена на воду 20 апреля 1938 года, официально вступила в строй 30 июля 1941 года под командованием В. А. Тураева.
Великая Отечественная война
22 июня 1941 года С-12 встретила в составе учебной бригады подводных лодок в Кронштадте на прохождении испытаний. В 1941 году в поход не выходила. В сентябре-ноябре 1942 года совершила один 62-дневный поход, сопровождавшийся многочисленными сложностями из-за поломок механизмов, слабой подготовки личного состава, бомбёжек с финских кораблей и самолётов по масляным следам на поверхности. В этом походе С-12 совершила все свои 9 торпедных атак, повредила два транспорта. 21 октября одиночной торпедой с 14 кабельтовых было повреждено судно «Sabine Howaldt» (5959 брт), ему оторвало руль и винты, один отпускник-пассажир погиб, однако транспорт остался на плаву. 27 октября одной торпедой был повреждён транспорт «Malgache» (6300 брт), он был взят на буксир, но через пять часов буксировки сел на грунт у Либавы, выйдя из строя на несколько месяцев. Во время обратного форсирования Финского залива лодка дважды подрывалась на противотральных трубках якорных мин. Прибыв на базу с тяжёлыми повреждениями, «Эска» завершила поход, ставший самым длительным среди советских лодок за всю войну. Командир был награждён орденом Красного Знамени.
В 1943 году Тураев был снят с должности командира, причём официальные причины — недостаточные знания, самоустранение от командования, хищения членами экипажа продовольствия, а фактической причиной историки называют конфликт с командиром бригады С. Б. Верховским, которого Тураев неоднократно критиковал за безграмотные действия. 30 июля 1943 года С-12 под командованием А. А. Бащенко отправилась в поход в попытке прорваться сквозь противолодочные минные поля и сети. Последняя весть от лодки пришла 1 августа, когда она доложила о зарядке батарей в районе острова Кэри. Больше никаких вестей от С-12 не поступало, и она вошла в число пяти подлодок, погибших в 1943 году при упорных попытках прорваться из Финского залива.

## Боевые походы
- 19.09.1942 — 18.11.1942
- 21.07.1943 — корабль затонул

## Командиры
- Тураев В. А. (03.1941 — 21.07.1943)
- Бащенко А. А. (21.07.1943 — 08.1943)

## Обнаружение
Останки С-12 были обнаружены 4 сентября 2018 года международной экспедицией «Поклон кораблям Великой Победы» на дне у острова Найссаар у побережья Эстонии. Лодка подорвалась на мине и разломилась в районе второго отсека. Нос лодки оторван и лежит рядом, параллельно остальной части корпуса.
На основании видео и фото съёмок создан виртуальный 3D-мемориал лодки, расположенный в открытом доступе.